# Redes ad-hoc veiculares (VANETs)
As redes ad-hoc veiculares (VANETs) são criadas aplicando os princípios das redes ad-hoc móveis (MANETs) - a criação espontânea de uma rede sem fio para troca de dados de veículo-para-veículo (V2V) - para o domínio de veículos. VANETs foram mencionadas e introduzidas pela primeira vez  em 2001 em aplicações "comunicação e rede ad-hoc móveis carro-para-carro", onde as redes podem ser formadas e as informações podem ser transmitidas entre os carros. Foi demonstrado que as arquiteturas de comunicações veículo-para-veículo e veículo-para-estrada irão coexistir nas VANETs para fornecer segurança viária, navegação e outros serviços na estrada. As VANETs são uma parte fundamental do sistema de transporte inteligente (ITS). Às vezes, as VANETs são chamadas de redes inteligentes de transporte.
Embora, no início dos anos 2000, as VANETs fossem vistas como uma mera aplicação um-a-um dos princípios da MANET, elas se desenvolveram desde então em um campo de pesquisa por si só. Até 2015, o termo VANET tornou-se sinônimo de termo genérico comunicação intra-veicular (IVC), embora o foco permaneça no aspecto de rede espontânea, muito menos no uso de infraestrutura como Unidades Laterais da Estrada (RSUs) ou redes celulares.

## Aplicações
As VANETs suportam uma ampla gama de aplicações - desde a disseminação simples de informações de um salto de, por exemplo, mensagens de conscientização cooperativa (CAMs) até a disseminação de mensagens em múltiplos canais por grandes distâncias. A maioria das preocupações de interesse de redes móveis ad-hoc (MANETs) interessam às VANETs, mas os detalhes são diferentes. Em vez de se mover aleatoriamente, os veículos tendem a se movimentar de maneira organizada. As interações com equipamentos de beira de estrada também podem ser caracterizadas com bastante precisão. E, finalmente, a maioria dos veículos é restrita em sua amplitude de movimento, por exemplo, sendo obrigada a seguir uma estrada pavimentada.
Exemplos de aplicações de VANETs são:
- Luzes de freio eletrônicas, que permitem que um motorista (ou um carro ou caminhão autônomo ) reaja a frenagem de veículos, mesmo que possam estar obscurecidos (por exemplo, por outros veículos).
- O pelotão, que permite que os veículos se aproximem (até alguns centímetros), segue um veículo líder ao receber sem fio informações de aceleração e direção, formando assim "trens de estrada" acoplados eletronicamente.[5]
- Sistemas de informação de tráfego, que utilizam a comunicação VANET para fornecer relatórios de obstáculos minuto a minuto ao sistema de navegação por satélite de um veículo[6]
- Serviços de Emergência de Transporte Rodoviário[7] - onde as comunicações VANET, redes VANET e aviso de segurança rodoviária e disseminação de informações de status são usados para reduzir atrasos e acelerar as operações de resgate de emergência para salvar as vidas dos feridos.
- Serviços fora da estrada[8] - também está previsto que a futura rodovia de transporte seria "orientada pela informação" ou "habilitada sem fio". As VANETs podem ajudar a anunciar serviços (lojas, postos de gasolina, restaurantes, etc.) para o motorista e até mesmo enviar notificações de qualquer venda em andamento naquele momento.

## Tecnologia
As VANETs podem usar qualquer tecnologia de rede sem fio como base. As mais proeminentes são as tecnologias de rádio de curto alcance, como a WLAN (padrão Wi-Fi ou ZigBee ). Além disso, tecnologias celulares ou LTE podem ser usadas para as VANETs. A tecnologia mais recente para esta rede sem fio é a comunicação por luz visível [VLC] (transmissão e recepção por infravermelho).

## Simulações
Antes da implementação das VANETs nas estradas, são necessárias simulações computacionais realistas de VANETs usando uma combinação de simulação de Mobilidade Urbana e simulação de Rede . Normalmente, o simulador de código aberto como o SUMO (que lida com a simulação de tráfego rodoviário) é combinado com um simulador de rede como o TETCOS NetSim ou o NS-2 para estudar o desempenho de VANETs.
Existem simuladores especializados sobre o tema, como é o caso do Vehicles in Network Simulation --- VEINS, construído em cima do SUMO e OMNeT++.  Destaca-se também os simuladores direcionados a aplicações, tais como:
- Plexe: a platooning extension for VEINS[13]: é uma extensão do VEINS que permite a simulação realística de pelotões de carros.  Ele agrega características realísticas à dinâmica dos veículos, bem como os modelos de controle de cruseiro existentes.  Isso permite novas análises de desempenho das propostas de sistema de controle, análise de escalabilidade e cenários mistos.
- Artery[14]: possibilita a simulação V2X baseada em protocolos ETSI ITS-G5, tais como o GeoNetworking and BTP.   É possível especificar individualmente os serviços ITS-G4 pelo Artery.  Inicialmente foi concebido integrado ao VEINS, mas atualmente pode ser executado de forma independente.
- SimuLTE[15]:  extensão do OMNeT++ que adiciona a pilha de protocolos de comunicação móvel da 3GPP.  Isso permite testar cenários de integração de veículos com uma rede de infraestrutura.

## Padrões
A principal padronização de pilhas de protocolo VANET está ocorrendo nos EUA, na Europa e no Japão, correspondendo ao seu domínio na indústria automotiva .
Nos EUA, a pilha de protocolos do IEEE 1609 WAVE (Acesso Sem Fio em Ambientes Veiculares) se baseia na IEEE 802.11p WLAN operando em sete canais reservados na  faixa de frequência de 5.9 GHz. A pilha de protocolos WAVE é projetada para fornecer operação multicanal (mesmo para veículos equipados com apenas um único rádio), segurança e protocolos de camada de aplicação leves. Dentro da IEEE Communications Society, existe um Subcomitê Técnico em Redes Veiculares e Aplicações Telemáticas (VNTA). A pauta deste comitê é ativamente promover atividades técnicas no campo de redes veiculares, comunicações V2V, V2R e V2I, padrões, segurança de estrada e veículo habilitadas por comunicações, monitoramento de tráfego em tempo real, tecnologias de gerenciamento de interseção, futuras aplicações de telemática, e serviços baseados em ITS .

## Frequências de rádio
Nos EUA, os sistemas usarão uma região de banda de 5,9 GHz reservada pelo Congresso dos Estados Unidos, a frequência não licenciada também usada pelo Wi-Fi . O padrão US V2V, comumente conhecido como WAVE ("Acesso sem fio para ambientes veiculares"), baseia-se no padrão IEEE 802.11p de nível mais baixo, já em 2004.
A Decisão 2008/671/EC da Comissão Europeia harmoniza a utilização da faixa de frequências de 5 875-5 905 MHz para aplicações ITS de segurança de transporte. Na Europa, o V2V é padronizado como ETSI ITS, um padrão também baseado no IEEE 802.11p . C-ITS, ITS cooperativo, é também um termo utilizado na elaboração de políticas da União Europeia, estreitamente ligado a ITS-G5 e V2V.
Em 1999, a Comissão Federal de Comunicações (FCC) dos EUA alocou 75 MHz no espectro de 5.850-5.925 GHz para sistemas de transporte inteligentes.

### Conflito sobre o espectro
A partir de 2016, a V2V está ameaçada pela televisão a cabo e outras empresas de tecnologia que querem tirar uma boa parte do espectro de rádio atualmente reservado para ela e usar essas frequências para serviços de internet de alta velocidade. A atual participação do espectro da V2V foi deixada de lado pelo governo em 1999. A indústria automobilística está tentando manter tudo o que pode dizer que precisa desesperadamente do espectro para o V2V. A Comissão Federal de Comunicações ficou do lado das empresas de tecnologia com o National Traffic Safety Board apoiando a posição da indústria automobilística. Provedores de serviços de Internet que querem o espectro afirmam que carros autônomos farão uso extensivo do V2V desnecessariamente . A indústria automobilística disse que está disposta a compartilhar o espectro se o serviço V2V não for retardado ou interrompido; a FCC planeja testar vários esquemas de compartilhamento.

## Pesquisa
A pesquisa em VANETs começou em 2000, em universidades e laboratórios de pesquisa, tendo evoluído a partir de pesquisadores que trabalham em redes ad hoc sem fio. Muitos trabalharam em protocolos de acesso à mídia, roteamento, disseminação de mensagens de aviso e cenários de aplicativos da VANET. O V2V está atualmente em desenvolvimento ativo pela General Motors, que demonstrou o sistema em 2006 usando veículos Cadillac. Outras montadoras que trabalham em V2V incluem Toyota, BMW, Daimler, Honda, Audi, Volvo e o consórcio de comunicação Carro-para-Carro.

## Regulamentação
Desde então, o Departamento de Transportes dos Estados Unidos (USDOT) tem trabalhado com várias partes interessadas no V2X (Vehicle-to-Everything - Veículo-para-tudo) . Em 2012, um projeto de pré-desenvolvimento foi implementado em Ann Arbor, Michigan. 2800 veículos, cobrindo carros, motocicletas, ônibus e veículos pesados de diferentes marcas participaram, usando equipamentos de diferentes fabricantes. A Administração Nacional de Segurança no Trânsito nas Estradas dos EUA (NHTSA) viu este modelo de implantação como prova de que a segurança rodoviária poderia ser melhorada e que a tecnologia padrão WAVE era interoperável. Em agosto de 2014, a NHTSA publicou um relatório argumentando que a tecnologia veículo-para-veículo estava tecnicamente comprovada como pronta para implantação. Em abril de 2014, foi relatado que os reguladores dos EUA estavam perto de aprovar os padrões V2V para o mercado dos EUA. Em 20 de agosto de 2014, a NHTSA publicou uma Notificação Prévia da Proposta de Regulamentação (ANPRM) no Registro Federal, argumentando que os benefícios de segurança da comunicação V2X só poderiam ser alcançados se uma parte significativa da frota de veículos estivesse equipada. Devido à falta de benefícios imediatos para os primeiros usuários, a NHTSA propôs uma introdução obrigatória. Em 25 de junho de 2015, a Câmara dos Representantes dos EUA realizou uma audiência sobre o assunto, onde novamente a NHTSA, bem como outras partes interessadas, defenderam o caso do V2X .
Na UE, a Diretiva STI 2010/40/UE foi adotada em 2010. O objetivo é garantir que os aplicativos ITS sejam interoperáveis e possam operar além das fronteiras nacionais, ele define áreas prioritárias para a legislação secundária, que abrangem o V2X e exigem que as tecnologias sejam maduras. Em 2014, a "plataforma de implantação C-ITS", da indústria da Comissão Europeia, começou a trabalhar num quadro regulamentar para o V2X na UE. Identificou abordagens chave para uma infra-estrutura de chave pública (PKI) de segurança e proteção de dados V2X em toda a UE, bem como facilitou um padrão de mitigação para evitar interferência de rádio entre sistemas de tarifação rodoviária baseados em ITS-G5 (baseado em E2X) e CEN DSRC. A Comissão Europeia reconheceu o ITS-G5 como a tecnologia de comunicação inicial no seu Plano de Ação 5G e o documento explicativo anexo para formar um ambiente de comunicação composto por ITS-G5 e comunicação celular, tal como preconizado pelos Estados-Membros da UE. Vários projetos de pré-desenvolvimento existem no nível da UE ou Estados-Membros da UE, como o SCOOP@F, o Testfeld Telematik, o teste digital Autobahn, o Corredor ITS de Roterdam-Viena, a Via Nórdica, o COMPASS4D ou o C-ROADS. Outros projetos estão em preparação.